# Rismethus
Rismethus — род жесткокрылых из семейства Щелкунов.

## Распространение
Распространены от Флориды до юго-западных штатов.

## Описание
Переднеспинка сильно сужена в передних углах. Промежутки надкрылий мелкоточечные.

## Систематика
В составе рода:
- Rismethus scobinula Candeze, 1857
- Rismethus squaumiger Champion